# Heligmonevra rubripes
Heligmonevra rubripes är en tvåvingeart som först beskrevs av Ricardo 1922.  Heligmonevra rubripes ingår i släktet Heligmonevra och familjen rovflugor. Inga underarter finns listade i Catalogue of Life.